# 藤貴子
藤 貴子（ふじ たかこ、1972年7月27日 - ）は、日本の女優、声優。東京都出身。身長165cm。東京女学館中学校・高等学校。演劇集団 円所属。

## 来歴
高校2年時に劇団に入ることを志し、青山学院大学第二文学部在学中に、演劇集団 円の附属演劇研究所に研究生として入り、1994年に円の正式な団員となる。2020年時点では声優を活動の中心としている。
演劇集団 円の同期である俳優・渡辺穣と1998年に結婚するが、2004年10月に離婚している。

## 人物
声種はアルト。声優としては、主に洋画の吹き替えに出演することが多い。
清水監督のヒット作『呪怨』シリーズには陰の主役・佐伯伽椰子として『呪怨 パンデミック』まで出演。これまでにビデオ版2作、日本劇場版2作にハリウッドリメイク版2作を含めて6度演じている。ハリウッド版3作目、『呪怨 ザ・グラッジ3』では監督が異なることや出産直後であることなどから出演を辞退し、伽椰子役は堀内亜依子に変更になったが、日本語版の声優として出演している。このほか、『輪廻』ではホテルの接客係を演じている。

## 出演

### テレビドラマ
- 正当防衛（1995年）
- 八丁堀捕物ばなし（1996年）
- 天晴れ夜十郎（1996年）
- ぐっどあふたぬ〜ん（1997年）
- 学校の怪談G 片隅（1998年、佐伯伽椰子）
- おらが春〜小林一茶〜（2001年）
- 伝説のマダム（2003年）
- 新・京都迷宮案内

### 映画
- 呪怨（2003年、佐伯伽椰子）
- 呪怨2（2003年、佐伯伽椰子）
- THE JUON/呪怨（2004年、佐伯伽椰子）
- 蟬しぐれ（2005年、伊代）
- The iDol（2006年、リカ）
- 呪怨 パンデミック（2006年、佐伯伽椰子）
- 輪廻（2006年、客室係）

### オリジナルビデオ
- 呪怨（1999年、佐伯伽椰子）
- 呪怨2（2000年、佐伯伽椰子）

### テレビアニメ
- デビルマンレディー（1998年、湯浅里実）
- 星界の紋章（1999年、ギュムリュア）
- 名探偵コナン（1999年 - 2001年、立川千鶴、海老原寿美）
- ∀ガンダム（2000年、運河少女C）
- NARUTO -ナルト- 疾風伝（2010年、岩隠れの上忍）
- 攻殻機動隊 ARISE ALTERNATIVE ARCHITECTURE（2015年、ヴィヴィー、ジェリル）
- 盾の勇者の成り上がり（2019年、おばあさん）
- 氷属性男子とクールな同僚女子（2023年、社長）

### 劇場アニメ
- もののけ姫（1997年、たたら場の女）
- 攻殻機動隊 ARISE Ghost Whispers（2013年、ヴィヴィー）

### 吹き替え

#### 担当女優
ショウニー・スミス
- 呪怨 ザ・グラッジ3（アン・サリヴァン先生）
- ソウ（アマンダ・ヤング）
  - ソウ2　

トニ・コレット
- ナイトメア・アリー（ジーナ・クルンバイン）
- パワー（マーゴット）
- ヘレディタリー/継承（アニー・グラハム）

リリ・テイラー
- ALMOST HUMAN/オールモスト・ヒューマン（サンドラ・マルドナド）
- 死霊館（キャロリン・ペロン）
- ヘムロック・グローヴ（リンダ・ルマンセック）
- メイズ・ランナー2: 砂漠の迷宮（メアリー）

#### 映画（吹き替え）
- アクトレス
- アトランティスのこころ（リズ・ガーフィールド〈ホープ・デイヴィス〉）
- アフター・アース（ファイア・レイジ〈ソフィー・オコネドー〉）
- アリゲーター/愛と復讐のワニ人間（ヴィマラ）
- アルフィー（ロネット〈ニア・ロング〉）
- アルマゲドン（グレース・スタンパー〈リヴ・タイラー〉）※ソフト版
- アンカット・ダイヤモンド（ダイナ・ラトナー〈イディナ・メンゼル〉）
- アンデッド（モリー）
- イーオン・フラックス（シサンドラ〈ソフィー・オコネドー〉）
- イナフ（スリム・ヒラー〈ジェニファー・ロペス〉）※ソフト版
- エグザイル 戦慄の絆
- カポネ（メエ・カポネ〈リンダ・カーデリーニ〉）
- カレの嘘と彼女のヒミツ（バーブ・キャンベル＝ダン〈ホリー・ハンター〉）
- キャプテン・ウルフ（クレア・フレッチャー〈ローレン・グレアム〉）
- グッバイ、レーニン!（アリアネ・ケルナー〈マリア・シモン〉）
- 結婚まで1%（アナ〈レベッカ・ホール〉）
- 恋する40DAYS（ニコル〈ヴィネッサ・ショウ〉）
- 5時から7時の恋人カンケイ（アリエル〈ベレニス・マーロウ〉）
- 50回目のファースト・キス
- search/#サーチ2（グレイス・アレン〈ニア・ロング〉）[10]
- ザ・ガンマン（アニー〈ジャスミン・トリンカ〉）
- ザ・キッチン（ルビー・オキャロル〈ティファニー・ハディッシュ〉）
- ザ・グラッジ 死霊の棲む屋敷（フェイス・マシソン〈リン・シェイ〉[11]）
- サラマンダー（カレン・アバクロンビー〈アリス・クリーグ〉）
- ジャスティス/闇の迷宮（サラ・スタンバーグ〈クレア・ブルーム〉）
- 呪怨 ザ・グラッジ3（サリバン〈ショウニー・スミス〉）
- 少林サッカー（シスター〈カレン・モク〉）※インターナショナル版
- ジョニー・イングリッシュ（ローナ・キャンベル〈ナタリー・インブルーリア〉）※劇場公開版
- スタスキー&ハッチ（ホリー〈エイミー・スマート〉）
- セーヌ川の水面の下に（市長〈アンヌ・マリヴィン〉[12]）
- 7セカンズ（スーザ）
- ゾンビランド:ダブルタップ（ネバダ〈ロザリオ・ドーソン〉[13]）
- ダーク・スティール（ベス・ウィリアムソン〈マイケル・ミシェル〉）
- タイタニック（ローズ・デウィット・ブケイター〈ケイト・ウィンスレット〉）※機内上映版
- タイムリミット（アン・マレー・ハリソン〈サナ・レイサン〉）※ソフト版
- 007 ワールド・イズ・ノット・イナフ（クリスマス・ジョーンズ〈デニス・リチャーズ〉）※ソフト版
- チャイルド・イン・タイム（ジュリー〈ケリー・マクドナルド〉[14]）
- チャイルド・プレイ/誕生の秘密（バーブ）
- 調教願望（オディール）
- 追跡者（マリー〈イレーヌ・ジャコブ〉）※ソフト版
- ディープ・ライジング コンクエスト（キャット〈ジェニファー・マクシェーン〉）
- ティル（メイミー・ティル〈ダニエル・デッドワイラー〉）
- デュー・デート 〜出産まであと5日!史上最悪のアメリカ横断〜（ハイジ〈ジュリエット・ルイス〉）
- デンジャラス・ビューティー2
- トゥモローランド（ウルスラ〈キャスリン・ハーン〉[15]）
- ドラキュリアIII 鮮血の十字架（エリザベス）
- ドリームキャッチャー
- トルク
- 2012（ローラ・ウィルソン〈タンディ・ニュートン〉）
- ニューイヤーズ・イブ（ローラ〈キャサリン・ハイグル〉）
- NY心霊捜査官（ジェン・サーキ〈オリヴィア・マン〉）
- ネバーランド（メアリー・アンセル・バリ〈ラダ・ミッチェル〉）
- バイオハザード: ウェルカム・トゥ・ラクーンシティ[16]
- ハイド・アンド・シーク 暗闇のかくれんぼ（エリザベス・ヤング〈エリザベス・シュー〉）※ソフト版
- 灰の記憶（ダイナ〈ミラ・ソルヴィノ〉）
- パラダイン夫人の恋（パラダイン夫人〈アリダ・ヴァリ〉）※PDDVD版
- ハンガー・ゲーム FINAL: レボリューション（ジャクソン〈ミシェル・フォーブス〉）
- 陽だまりのグラウンド
- フェイス・イン・ラブ（クラウデット〈リサ・アリンデル・アンダーソン〉）
- フライトプラン
- プライベートレッスン 青い体験（ジョンヘ〈チン・ヒギョン〉）
- ブラック・リバー（ローラ・クロスビー〈リサ・エデルシュタイン〉）
- ブルークラッシュ2（プッシー）
- ペントハウス（クレア・デンハム捜査官〈ティア・レオーニ〉）
- マーベル・シネマティック・ユニバース（ヴァレンティーナ・アレグラ・デ・フォンテーヌ〈ジュリア・ルイス＝ドレイファス〉）
  - ブラック・ウィドウ[17]
  - ブラックパンサー/ワカンダ・フォーエバー[18]
  - サンダーボルツ*[19]
- マップ・オブ・ザ・ワールド（キャロル・マッカーシー〈クロエ・セヴィニー〉）
- マネートレイン ※テレビ朝日版
- 闇はささやく（ジャスティン・ソコロフ〈レイ・シーホーン〉）
- ラスト・クリスマス（マルタ〈リディア・レオナルド〉）
- 隣人は静かに笑う（ブルック・ウォルフ〈ホープ・デイヴィス〉）※ソフト版
- 恋愛だけじゃダメかしら?（ホリー〈ジェニファー・ロペス〉）
- ワイルド・ワイルド・ウエスト ※日本テレビ版
- 私だけのハッピー・エンディング（マーリー・コーベット〈ケイト・ハドソン〉）

#### ドラマ
- アリー my Love
- アンダー・ザ・ドーム（アリス・カルヴァート〈サマンサ・マシス〉）
- アンフォゲッタブル 完全記憶捜査（ローウェル）
- ER緊急救命室 シーズン10 #4（グロリア）
- WITHOUT A TRACE/FBI 失踪者を追え!（パトリシア・ミルズ〈ジャクリーン・マッケンジー〉）
- ヴィンチェンツォ（チェ・ミョンヒ〈キム・ヨジン〉[20]）
- ウエストワールド（メイヴ・ミレイ〈タンディ・ニュートン〉）
- ウェントワース女子刑務所（ビー・スミス〈ダニエル・コーマック〉）
- NCIS:LA 〜極秘潜入捜査班 シーズン4 #18, #19（パリス・サマースキル〈キム・レイヴァー〉）
- NCIS: ニューオーリンズ（テイラー市長）
- グッド・ワイフ（クリスティ）
- クリミナル・マインド4 FBI行動分析課（ベニング刑事）
- クリミナル・マインド 国際捜査班（クララ・シーガー〈アラナ・デ・ラ・ガーザ〉）
- 刑事ジョー パリ犯罪捜査班（キャリン〈ジル・ヘネシー〉）
- ザ・ラウデスト・ボイス-アメリカを分断した男-（グレッチェン・カールソン〈ナオミ・ワッツ〉[21]）
- CSI:マイアミ（ナタリア・ボア・ヴィスタ〈エヴァ・ラルー〉）
- シェイズ・オブ・ブルー ブルックリン警察（テス・ナザリオ〈ドレア・ド・マッテオ〉）
- 新チャーリーズ・エンジェル（ナディア・イヴァノフ〈イワナ・ミルセヴィッチ〉）
- SCORPION/スコーピオン（ダイン〈ダナ・デイヴィス〉）
- スティーヴン・キングのデスペレーション（メアリー・ジャクソン〈アナベス・ギッシュ〉）
- ストライクバック:極秘ミッション（レイチェル・ダルトン〈ローナ・ミトラ〉）
- S.W.A.T. シーズン2 #14（エル・トラスク〈トリシア・エルファー〉）
- トロイ ザ・ウォーズ（カサンドラ〈エミリア・フォックス〉）
- 続ハリーズ・ロー 裏通り法律事務所（サリタ）
- テラノバ/Terra Nova
- トーチウッド 人類不滅の日（エリス・ハートレイ・モンロー〈メア・ウィニンガム〉）
- トレッドストーン（エレン・ベッカー〈ミシェル・フォーブス〉[22]）
- 9-1-1: LONE STAR（トミー・ベガ〈ジーナ・トーレス〉[23]）
- ノー・セカンドチャンス〜身代金の罠〜（アリス・ランベール〈アレクサンドラ・ラミー〉）
- PERSON of INTEREST 犯罪予知ユニット シーズン1 #1（ダイアン・ハンセン〈ナタリー・ジー〉）
- 100日の郎君様（王妃パク氏〈オ・ヨナ〉[24]）
- ブラックライトニング（リン・スチュワート〈クリスティーン・アダムス〉）
- フラッシュポイント -特殊機動隊SRU-（ドナ・サービーン）
- ベティ〜愛と裏切りの秘書室（ベティ）
  - エコモダ〜愛と情熱の社長室
  - ベティ～新たなる日々
- ボバ・フェット/The Book of Boba Fett（アーマラー〈エミリー・スワロー〉）
- ホワイトカラー #13（キンバリー・ライス捜査官〈ダイアン・ニール〉）
- マーベル・シネマティック・ユニバース
  - Marvel ルーク・ケイジ（マライア・ディラード〈アルフレ・ウッダード〉）
  - ファルコン&ウィンター・ソルジャー（ヴァレンティーナ）
- マンダロリアン（アーマラー〈エミリー・スワロー〉）
- ミディアム6 霊能者アリソン・デュボア（グレッチェン・モーガン）
- 名探偵モンク（ナタリー・ティーガー〈トレイラー・ハワード〉）
- THE MENTALIST メンタリストの捜査ファイル（ギドリー先生）
- ライアー 交錯する証言（ヴァネッサ・ハーモン〈シェリー・コン〉[25]）
- ラスト・スキャンダル（イ・ナユン〈ピョン・ジョンス〉）
- ラッシュアワー（ディディ・ディアス）

#### アニメ
- シュレック2
- 天官賜福 貮（永安皇后）
- ブランディ アンド Mr.ウィスカーズ（ローラ・ボア）

### ラジオドラマ
- 青春アドベンチャー TIME RIDERS

### 舞台
- オリュウノオバ物語
- 鏡花万華鏡 風流線
- 栗原課長の秘密基地
- 県人会寮榎荘物語
- ご親切は半分に
- 三文オペラ
- ベッドルーム